# Olivier Giroud
Olivier Jonathan Giroud (pronunciación en francés: o.li.vie ʒi.ʁu; Chambéry, Auvernia-Ródano-Alpes, 30 de septiembre de 1986) es un futbolista francés que juega como delantero en el Lille O. S. C. de la Ligue 1. Fue internacional absoluto con la selección de Francia, de la cual fue su capitán y es máximo goleador histórico.
Comenzó su carrera en el Grenoble en la Ligue 2 antes de unirse al Tours en 2008. En su segunda temporada en Tours, fue el máximo goleador de la división con 21 goles, lo que le valió un paso al Montpellier de primera categoría. Giroud volvió a ser el máximo goleador con 21 goles en la temporada 2011-12, lo que le dio al club su primer título de la Ligue 1 antes de pasar al Arsenal. Giroud ganó la FA Cup con el Arsenal en 2014, 2015 y 2017, y sumó 105 goles en 253 partidos para el club. En enero de 2018 se trasladó al Chelsea donde, en su primera temporada completa, se convirtió en el primer jugador del club en marcar más de 10 goles en una sola campaña europea.
Giroud hizo su debut internacional absoluto con Francia en 2011. Desde entonces se ha convertido en el máximo goleador de la nación con 57 goles en 131 partidos internacionales, y formó parte de los equipos que alcanzaron los cuartos de final en la Eurocopa 2012 y la Copa Mundial de Fútbol de 2014, la final de la Eurocopa 2016 (en la que recibió la Bota de Bronce como segundo máximo goleador conjunto), y ganó la Copa Mundial de Fútbol de 2018.
En Catar 2022 volvió a disputar la final con la selección de Francia, frente a Argentina, cayendo derrotada en la tanda de penaltis, después de un partido épico, finalizado con un resultado de empate a 3 tras la prórroga.

## Primeros años
Nació en Chambéry, Francia, en la región de Ródano-Alpes, y se crio en el cercano pueblo de Froges, cerca de Grenoble. Giroud es de ascendencia italiana a través de sus dos abuelas. Giroud comenzó su carrera futbolística jugando para el club de su ciudad natal, el Olympique Club de Froges. Pasó seis años entrenando en el club antes de unirse al club profesional Grenoble a la edad de 13 años.

## Trayectoria

### Inicios
Los exjugadores Zinedine Zidane y Marco van Basten le contagiaron su pasión por el fútbol. Comenzó su carrera jugando para el club de su ciudad Olympique Club de Froges. Después de haber jugado 5 años allí, el Grenoble Foot 38 lo fichó con tan solo 13 años.

### Grenoble
Tras seis años de desarrollo en la cantera del Grenoble, firmó su primer contrato profesional a los 19 años. En esa oportunidad, dijo: Mi primer contrato profesional me hizo tomar conciencia sobre mis habilidades.
Antes de la temporada 2005-06, fue promovido al equipo de reserva, que estaba jugando en el Championnat de France Amateur 2, el quinto nivel del fútbol francés. Se convirtió rápidamente en un jugador importante al anotar 15 goles en 15 partidos. Sus buenas actuaciones lo llevaron a ser convocado con el primer equipo en marzo de 2006 por Thierry Goudet. Hizo su debut profesional el 24 de marzo, que entró como sustituto a finales de partido en el empate a 1 ante el Gueugnon en la Ligue 2. Siguió formando parte del Primer Equipo el resto de la temporada jugando cinco partidos más como suplente.
Fue promocionado al Primer Equipo de forma permanente para la temporada 2006-07 por el nuevo entrenador Yvon Pouliquen y se le asignó el dorsal número 22. Después de aparecer como sustituto en el partido de la primera jornada de Liga, jugó su primer partido como titular en la derrota por 2-1 ante el Niortais. El 26 de febrero de 2007, anotó su primer gol como jugador del primer equipo ante el Le Havre en el tiempo de descuento, que además, sirvió para dar la victoria a su equipo. Después del partido, dijo: Un recuerdo fantástico. Mi sueño no podía ser mejor que anotar con el primer equipo. Un mes más tarde, jugó su tercer partido como titular ante el Gueugnon. En el partido, que terminó con empate a 0, recibió su primera tarjeta roja. Terminó la temporada con 2 goles en 18 partidos y el Grenoble acabó quinto en la clasificación.

### F. C. Istres
Buscando más minutos en el terreno de juego, se fue cedido al Istres para la temporada 2007-08. Bajo la tutela del entrenador Frédéric Arpinon, continuó su desarrollo como delantero. En su segundo partido con el club, anotó su primer gol en la victoria por 2-1 sobre el Laval. Dos semanas más tarde, anotó más goles en los partidos ante el Vannes y el Créteil. Anotó su primer doblete de la temporada en la victoria por 2-0 ante el Arles-Avignon. Dos semanas más tarde, marcó otro doblete, esta vez en la victoria por 3-2 sobre el Pau. Después de estar los meses de noviembre y diciembre sin marcar, volvió marcando goles en la derrota por 3-2 ante Vannes y en la victoria de 2-0 sobre el Beauvais. Terminó la temporada anotando ante Paris y Martigues, sumando un total de 14 goles. De los 14 goles, anotó cuatro en el Stade Parsemain, estadio de su club.
Después de una temporada exitosa, regresó al Grenoble con la esperanza de recibir algo de tiempo de juego ya que el club estaba jugando en la Ligue 1. Sin embargo, el entrenador Mehmed Baždarević, que fue contratado mientras Giroud estaba cedido en Istres, puso al jugador en la lista de transferibles. Mehmed declaró: No tenía el nivel para jugar en la élite.

### Tours F. C.

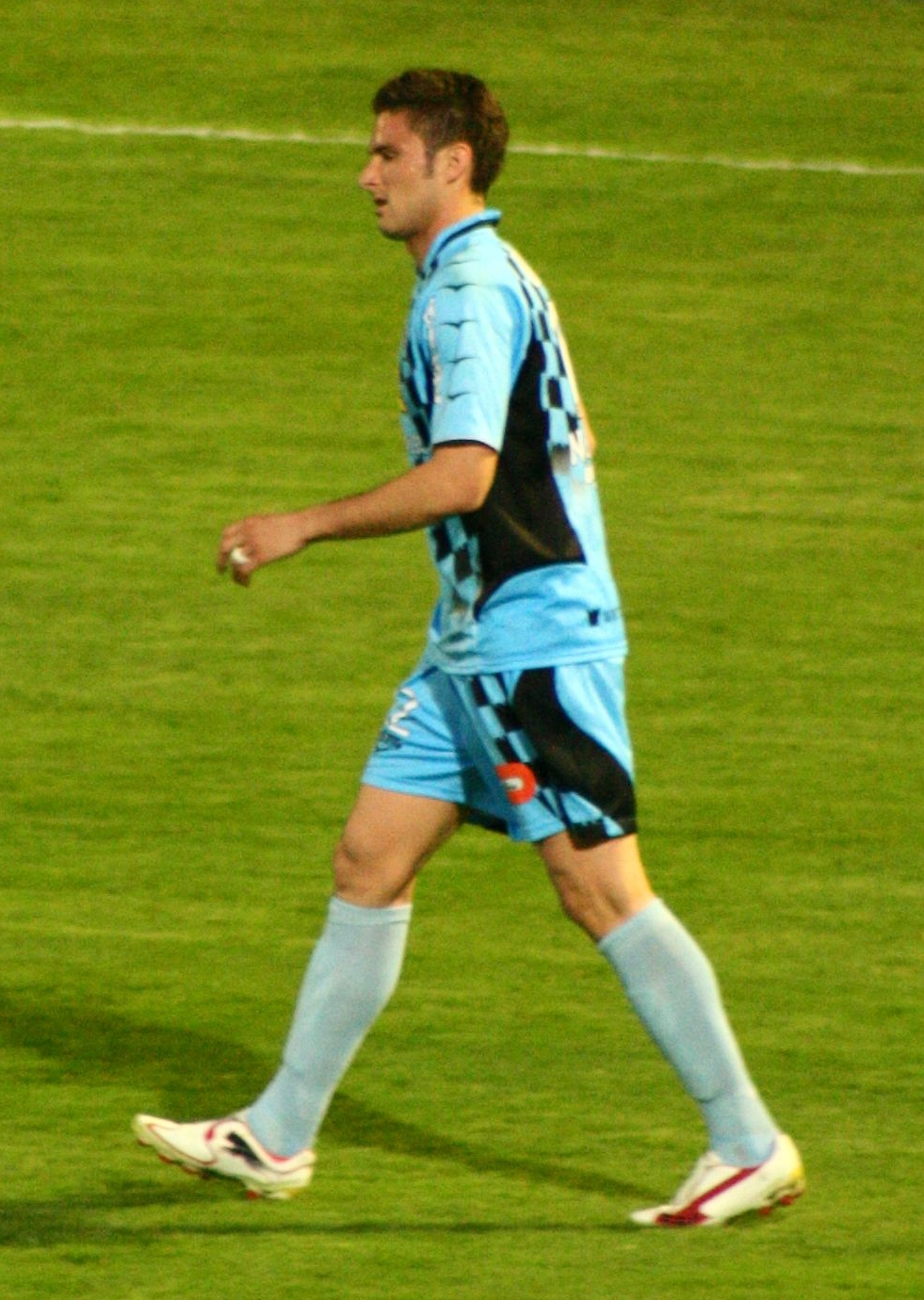
En un partido con el Tours ante el Caen.

El 28 de mayo de 2008, se informó que había firmado un contrato de tres años con el Tours Football Club. Fue llevado al club a petición del director deportivo Max Marty, que anteriormente fue director ejecutivo del Grenoble, antiguo club Giroud. Sobre el entrenador del Tours, Daniel Sánchez, dijo lo siguiente: Siempre es una ventaja tener un ex delantero como entrenador. Su consejo me ayudó mucho. Con él, he progresado en mi posición y también de cara al gol. Se le asignó el dorsal número 12 y, debido a una lesión, hizo su debut el 3 de septiembre de 2008 en la derrota por 2-1 ante Boulogne en la Copa de la Liga. Su debut en Liga fue una semana más tarde como titular en la victoria por 1-0 sobre Nîmes. Un mes más tarde, anotó su primer gol en un partido de Liga ante el Lens. En el segundo tiempo, anotó otro gol para conseguir la victoria por 3-1. Dos semanas más tarde, anotó su tercer gol en la victoria sobre el Ajaccio.
En la Copa de Francia, anotó 5 goles en 2 partidos. En la octava ronda de la competición, anotó el único gol del equipo en la victoria por 1-0 ante el Pacy Vallée-d'Eure. En la ronda siguiente contra el club Jeanne d'Arc, anotó cuatro goles en la victoria por 7-1. Más tarde, el club sería eliminado en la siguiente ronda por el Lorient. Marcó ante el Montpellier y Metz. Después de un doblete ante Nîmes el 20 de febrero de 2009, sufrió una lesión que lo obligó a perderse tres partidos de Liga. Jugó dos partidos como suplente en su regreso. El 3 de abril ante el Angers, anotó el primer gol de la victoria por 3-1 del Tours. Su lesión se agravó más y le llevó a perderse el mes de abril. A pesar de perder a Giroud, el club quedó invicto en los cuatro partidos de Liga que se perdió. En su regreso el 8 de mayo ante el Boulogne, anotó su último gol de la temporada. En los tres últimos partidos de la temporada, el club no consiguió ninguna victoria, lo que resultó el perder el ascenso a la Ligue 1. Terminó la temporada con 14 goles en 27 partidos.
En la temporada 2009-10, fue elegido como delantero titular tras la salida de Tenema N'Diaye al Nantes. Anotó dos goles en el partido inaugural de la temporada del club en la victoria de 2-1 sobre Le Havre en la Copa de la Liga. El 18 de agosto volvió a anotar jugando en la misma posición. Anotó también en la victoria sobre el Guingamp. El 18 de septiembre, anotó cuatro goles en la victoria por 4-2 sobre el Arles-Avignon. Era la segunda vez en su carrera que anotaba cuatro goles a nivel profesional y su tercera en la general después de haberlo hecho a nivel amateur mientras jugaba con el equipo de reserva del Grenoble. En los próximos 15 partidos de todas las competiciones, permaneció su cuenta de goles en 10. Durante ese lapso, el delantero anotó tres goles en partidos consecutivos. Terminó la temporada con 16 goles, 13 de los cuales fueron anotados en Liga.
El 26 de enero de 2010, se informó que el club Montpellier de la Ligue 1 había firmado por tres años y medio con Giroud. El fichaje tuvo un coste de 2 000 000 €. También se anunció que estaría cedido en el Tours hasta final de la temporada 2010-11 y que volvería más tarde. Después de incorporarse al club, dijo: Siento que aquí (Montpellier), el entrenador y el personal será capaz de ayudarme a hacer un verdadero progreso. El entorno es ideal, el centro de entrenamiento es bueno, el grupo es sano y hay un estadio hermoso con una gran afición. Estuvo tres semanas sin marcar un gol, pero el 19 de febrero anotó el primero en la victoria ante el Arles-Avignon. Dos semanas más tarde, anotó el único gol del equipo en la derrota por 2-1 ante el Nantes. El 19 de marzo, anotó dos goles en la victoria ante el Châteauroux. Una semana más tarde, anotó de nuevo en la victoria sobre el Estrasburgo. Tras ese gol, estuvo 7 partidos sin anotar y al final de la temporada anotó ante Nîmes. Terminó la temporada con 24 goles en 42 partidos. Fue nombrado máximo goleador de la liga. Después de la temporada, fue nombrado por la Unión Nacional de Futbolistas Profesionales (UNFP) como el Jugador del Año de la Ligue 2 y también fue incluido en el equipo del año.

### Montpellier H. S. C.

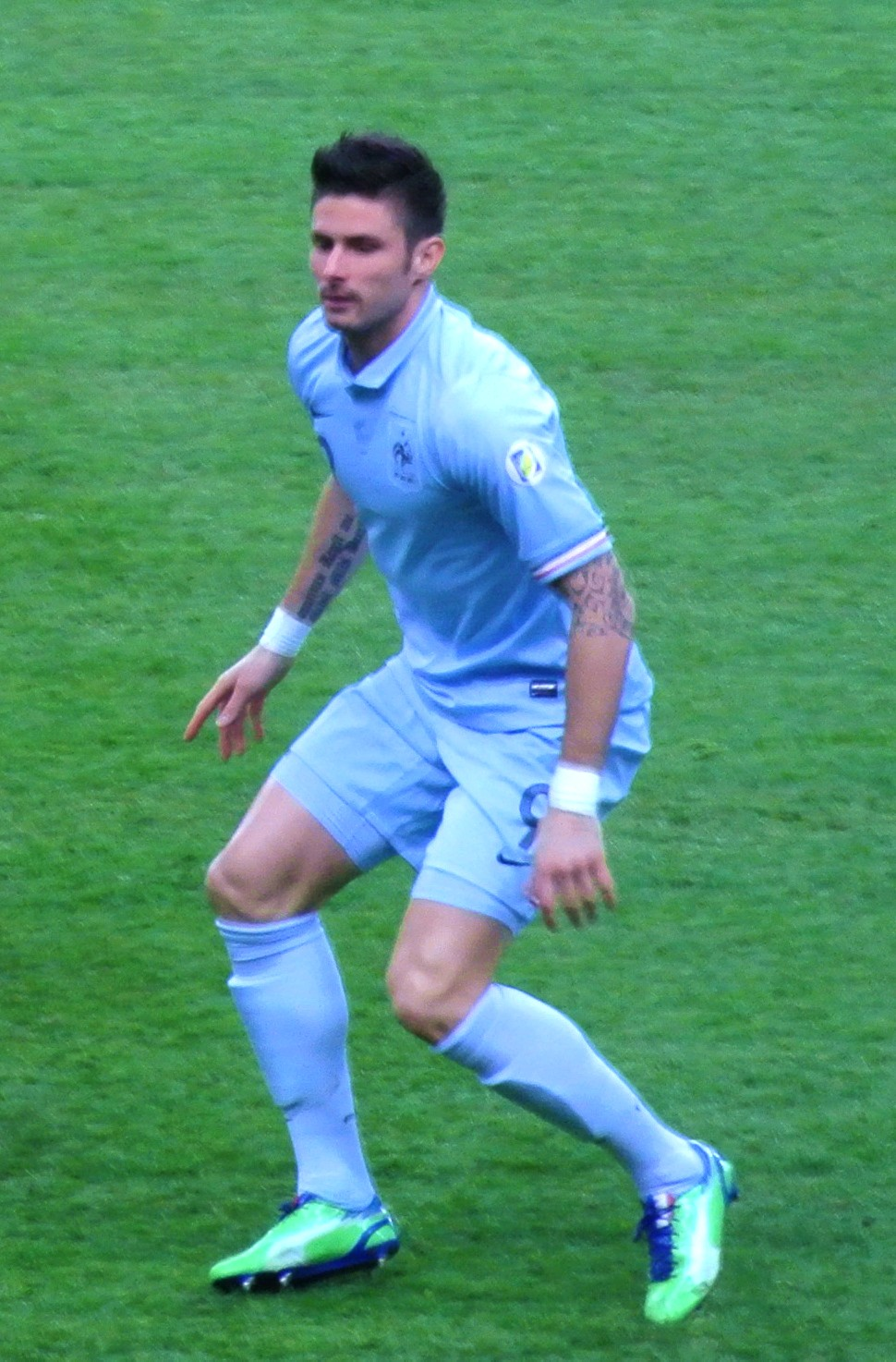
En un partido el 22 de marzo de 2013.

Se unió oficialmente al Montpellier el 1 de julio de 2010. Hizo su debut europeo el 29 de julio en el partido de ida de la tercera ronda de clasificación de la Liga Europa de la UEFA ante el club Húngaro Győri ETO. Anotó su primer gol con el club en la primera parte. El Montpellier ganó el partido, pero fueron derrotados en el global tras perder en los penaltis en el partido de vuelta. Su debut en Liga fue en la primera jornada con una victoria por 1-0 ante el Burdeos El 28 de agosto, anotó su primer gol en la victoria por 1-0 ante el Valenciennes. El 25 de septiembre, anotó un doblete en la victoria en casa ante el Arles-Avignon. Aumentó su cuenta goleadora a 9 goles tras anotar en el partido ante Bouches-du-Rhône. Una semana más tarde, marcó el único gol de su club en la derrota por 3-1 ante el Lille. En noviembre, anotó goles en dos partidos consecutivos ante el Toulouse y el Niza.
Llegaron a la Final de la Copa de la Liga. En las semifinales ante el París Saint-Germain, jugó todo el partido y el tiempo extra. En el minuto 117, anotó el gol ganador para llevar al Montpellier a la primera final importante desde la temporada 1993-94 cuando el club llegó a la final de la Copa de Francia. En la final, se enfrentaron al Marsella y fueron derrotados 1-0 por un gol de Taye Taiwo. Jugó todo el partido. Después de su gol ante el PSG, estuvo sin anotar durante casi dos meses antes de anotar dos goles ante el mismo rival en el empate a 2 en el Parc des Princes. Hacia el final de temporada, anotó goles a los contendientes al título, Marsella y Lyon. Sin embargo, perdieron los dos partidos. Después de terminar la temporada como máximo goleador del club, el 31 de mayo de 2011, firmó la renovación de su contrato con el Montpellier hasta 2014.
Inició la temporada 2011-12 anotando en los dos primeros partidos de Liga ante el Auxerre y el defensor del título Lille. Ganaron los dos partidos. Después de anotar un doblete en el empate a 2 ante el Brest, el diario francés Le Parisien lo apodó Le buteur de charme (El Delantero encanto). El apodo rindió homenaje a su capacidad goleadora, así como la personalidad y fue utilizado por otros medios de comunicación franceses para describir al jugador. En los próximos 18 partidos, hizo honor a su apodo anotando 13 goles. Anotó un hat-trick ante el Dijon y el Sochaux, un gol ante el Nancy, otro ante el Lyon y otro ante el Niza, y un gol en cada ronda de la Copa de la Liga y la Copa de Francia.
Como resultado de las buenas actuaciones de Giroud y del equipo, se pusieron primeros en la tabla de clasificación en noviembre de 2011. En enero de 2012, estaba vinculado con un traspaso a varios clubes. El propietario del Montpellier, Louis Nicollin, respondió sobre los rumores a la radio francesa RTL: Considerarse un club no lo suficientemente grande para Giroud. A la vez que declaraba que el Delantero costaría al menos 50 000 000 € o 60 000 000 €. Al inicio de la segunda mitad de la temporada, anotó en los partidos de Liga ante Lyon y Niza. Dos semanas más tarde, contra el Ajaccio, asistió en el segundo gol y anotó el gol final del equipo en la victoria por 3-0. El 24 de marzo, anotó el único gol en la victoria por 1-0 del club ante el Saint-Étienne. La victoria colocó Montpellier en la parte superior de la tabla y el club permaneció allí para el resto de la temporada, logrando así, el primer título de Liga en la historia del club tras vencer a Auxerre por 2-1 en la última jornada. A pesar de estar empatado a goles con Nenê, fue nombrado máximo goleador de la Ligue 1 por la LFP debido a terminar con más goles en el juego abierto.

### Inglaterra
El 26 de junio de 2012 fichó por el Arsenal Football Club de Inglaterra que se hizo efectivo el 1 de julio. La duración del contrato no fue divulgada por los medios de comunicación pero el club dijo que era de 4 años. Un mes más tarde, el club anunció que llevaría el dorsal número 12.
El 18 de agosto, debutó como Gunner entrando como sustituto en el minuto 64 en el partido de la primera jornada de la Premier League ante el Sunderland que acabó con empate a 0.
El 18 de septiembre, jugó su primer partido de la Liga de Campeones de la UEFA en la primera jornada de la fase de grupos ante su exequipo, el Montpellier. Fue sustituido un cuarto de hora antes del final del partido el cual ganaron 1-2.
El 26 de septiembre, anotó su primer gol en copa en la tercera ronda de la Copa de la Liga de Inglaterra contra el Coventry City y acabaron ganando por goleada de 6-1. El 6 de octubre, anotó por primera vez en Liga al abrir el marcador en la séptima jornada ante el West Ham United, donde ganaron 1-3. Frente al Reading, también por la Copa de la Liga, anota el 2 a 4 en la victoria del Arsenal por 7 a 5. Anotó dos tantos a Fulham en el empate 3 - 3, tantos que le valieron para sobrepasar la marca de los 100 goles a nivel de clubes.
El 17 de noviembre, Giroud continuó su buena forma al anotar el tercer gol en el 5-2 del Arsenal en victoria sobre el Tottenham Hotspur en el Derbi del Norte de Londres. Cuatro días después, Giroud volvió a tener un gran partido donde asistió tanto Jack Wilshere y a Lukas Podolski en la victoria por 2-0 del Arsenal sobre su antiguo equipo Montpellier, que permitió a Arsenal calificar para los octavos de final del torneo. Recibió su primera tarjeta roja contra el Fulham, lo que significaba que se perdería tres de los últimos cuatro partidos del Arsenal de la temporada. Finalizó la campaña con 17 goles y 11 asistencias en 47 partidos.

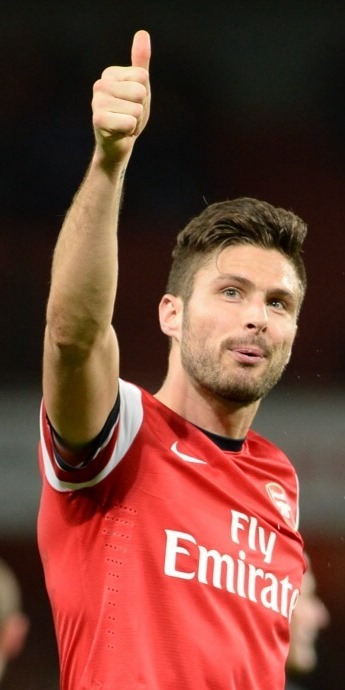
Giroud con The Gunners en 2013.

Después de mostrar buena forma en la pretemporada, anotó en el partido inaugural de la temporada de la Premier League contra el Aston Villa, en un partido que terminó siendo una derrota por 3-1 para el Arsenal. Su siguiente gol llegó en la previa de la Liga de Campeones contra el Fenerbahçe, un penal para el tercer gol del equipo. Cuatro días más tarde, anotó el primer gol ante el Fulham en la victoria por 3-1 para el Arsenal. Luego anotó el único gol en el derbi del norte de Londres contra el Tottenham Hotspur el 1 de septiembre. Continuó su racha al anotar un gol y asistiendo a otro en la victoria por 3-1 ante el Sunderland el 14 de septiembre. No anotó en los próximos tres partidos del Arsenal, pero hizo una importante asistencia el 28 de septiembre durante la victoria por 2-1 sobre el Swansea City. Poco después, en la misma semana, Giroud anotó ante los primeros de la Serie A, el Napoli en un partido de la Liga de Campeones donde el Arsenal ganó el partido 2-0, por lo que fue su décima victoria consecutiva. Giroud se apuntó un par de asistencias en la victoria por 4-1 ante el Norwich City después de la pausa internacional. Giroud luego anotó el empate de Arsenal en el partido de Liga de Campeones ante el Borussia Dortmund que Arsenal llegó a perder por 2-1 en el Emirates Stadium. Siguió su buen momento marcando el segundo gol en la victoria por 0-2 sobre el Crystal Palace, manteniendo el Arsenal en la cima de la tabla para otra semana.
Giroud sería titular en la final de FA Cup ante el Hull City por un resultado de 3-2 a favor de Arsenal que se consagraría campeón y romper la racha de 9 años sin títulos.
Finalizó la temporada anotando 22 goles y 13 asistencias en 51 partidos.

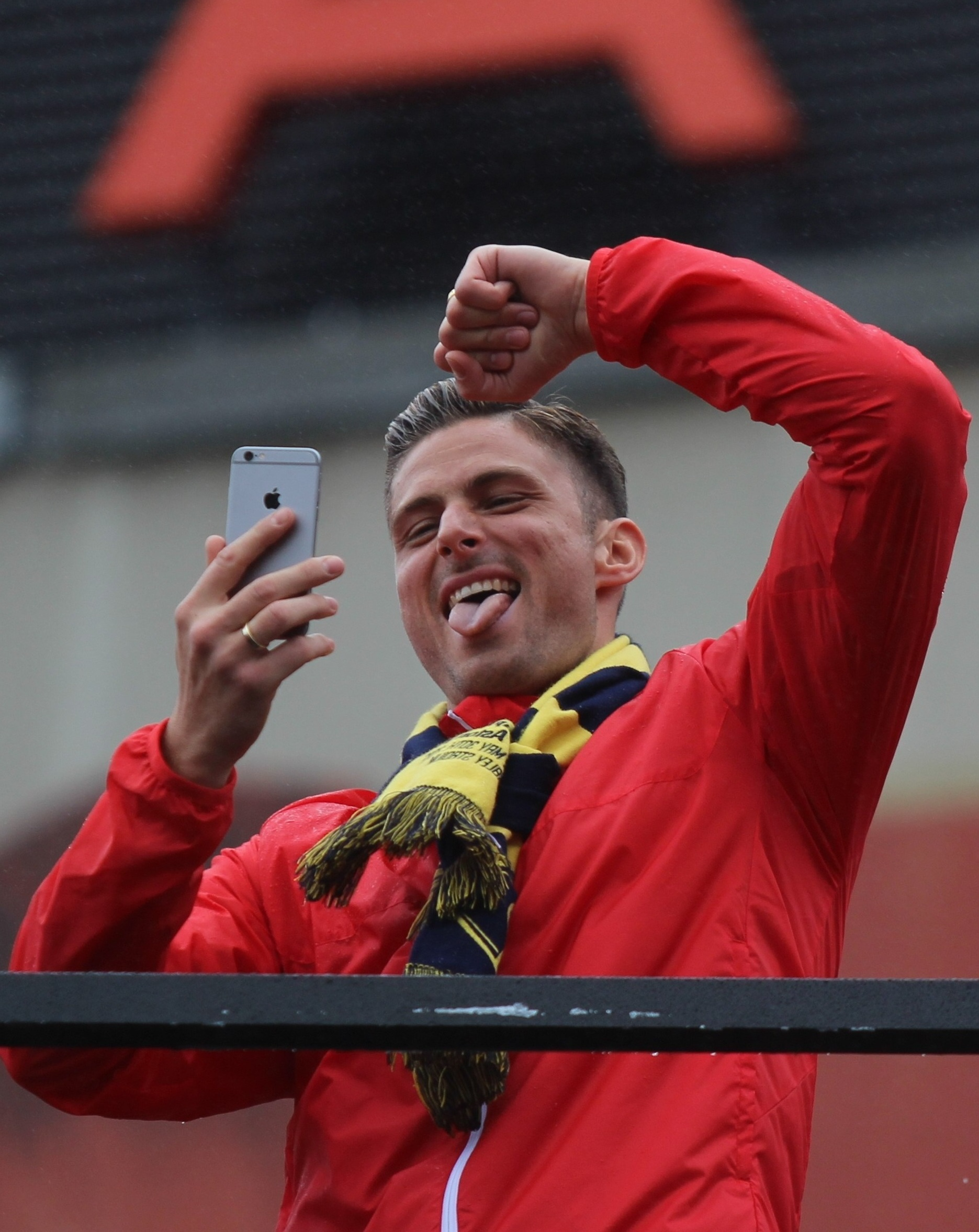
Giroud celebrando un título.

Comenzó la temporada 2014-15 marcando el tercer gol para Arsenal que se coronaría campeón contra el Manchester City por un resultado de 3 a 0 en la FA Community Shield, con un disparo de 25 metros que supera a Willy Caballero, con este título ganado consigue su tercer título en su palmarés y el segundo con el Arsenal desde su llegada.
El 22 de agosto marca un gol para poner el partido 2–2 en la visita a Everton, pero sufriría una lesión en la tibia que lo alejaría unos 4 meses de las canchas.
El 30 de septiembre, día de su cumpleaños, firma un nuevo contrato con el club londinense que lo une hasta 2018, pasando a tener un salario de 80 000 £
Giroud regresa antes de lo esperado, reemplazando a Aaron Ramsey en los últimos 13 minutos marcando el gol del descuento para Arsenal en la derrota en casa por 1–2 ante Manchester United.
El 13 de diciembre marca un doblete en la victoria 4 a 1 ante Newcastle United. La fecha siguiente en la visita a Liverpool marca un gol en el partido que terminaría 2 a 2 con Martín Skertel marcando el empate para los de Anfield Road sobre el final del encuentro.
Cinco días después, en la victoria 2 a 1 ante QPR, el francés saldría expulsado por una falta ante Nedum Onuoha lo que sufriría una sanción de 2 partidos.
El 11 de enero regresa en la victoria por 3 a 0 al Stoke City. El 18 del mismo mes marca el segundo gol ante el Manchester City que sería triunfo por 2 a 0 de los gunners y cortar la mala racha de no ganar en el Etihad Stadium desde 2010.
El 1 de febrero, Giroud abre el marcador y asiste a Mesut Özil para el segundo gol en la goleada del Arsenal ante Aston Villa por 5–0
El 15 de febrero, anota un doblete en el tiempo de 3 minutos a Middlesbrough que terminaría 2–0 y avanzar a cuartos de final de la FA Cup
El 1 de marzo, abre el marcador ante el Everton por la Premier League. El francés tiene una racha goleadora anotando ante Queens Park Rangers, West Ham United, AS Monaco por la Liga de Campeones y un nuevo doblete a Newcastle United. Este buen momento le sirvió para ganar el premio al jugador del mes de marzo de la Premier League.
El 4 de abril, Giroud marca el cuarto gol de su equipo en la goleada por 4–1 ante Liverpool
El 30 de mayo, el francés anota el último gol en la goleada por 4 a 0 en la final de la FA Cup ante el Aston Villa permitiendo al Arsenal retener el título logrado la temporada pasada.
Marcó el primer gol del Arsenal de la temporada 2015-16, una patada de tijera lateral de una asistencia de Mesut Özil ante el Crystal Palace en una derrota por 2-1. El 20 de octubre de 2015, salió del banquillo para marcar el primer gol en una victoria por 2-0 contra el Bayern de Múnich en la fase de grupos de la Liga de Campeones de la UEFA 2015-16. El 9 de diciembre, marcó su primer triplete competitivo del Arsenal en una victoria por 3-0 en el Olympiacos, ayudando a los Gunners, que necesitaban una victoria de dos goles, a llegar a los octavos de final de la Champions. Giroud marcó el primer gol en una victoria por 2-0 sobre Aston Villa cuatro días después, convirtiéndose en el séptimo jugador del Arsenal en alcanzar 50 goles de la Premier League para el club. El 8 de marzo, Giroud terminó una carrera sin goles de 12 partidos, con una llave en una victoria por 4-0 sobre Hull City en una repetición de la FA Cup.

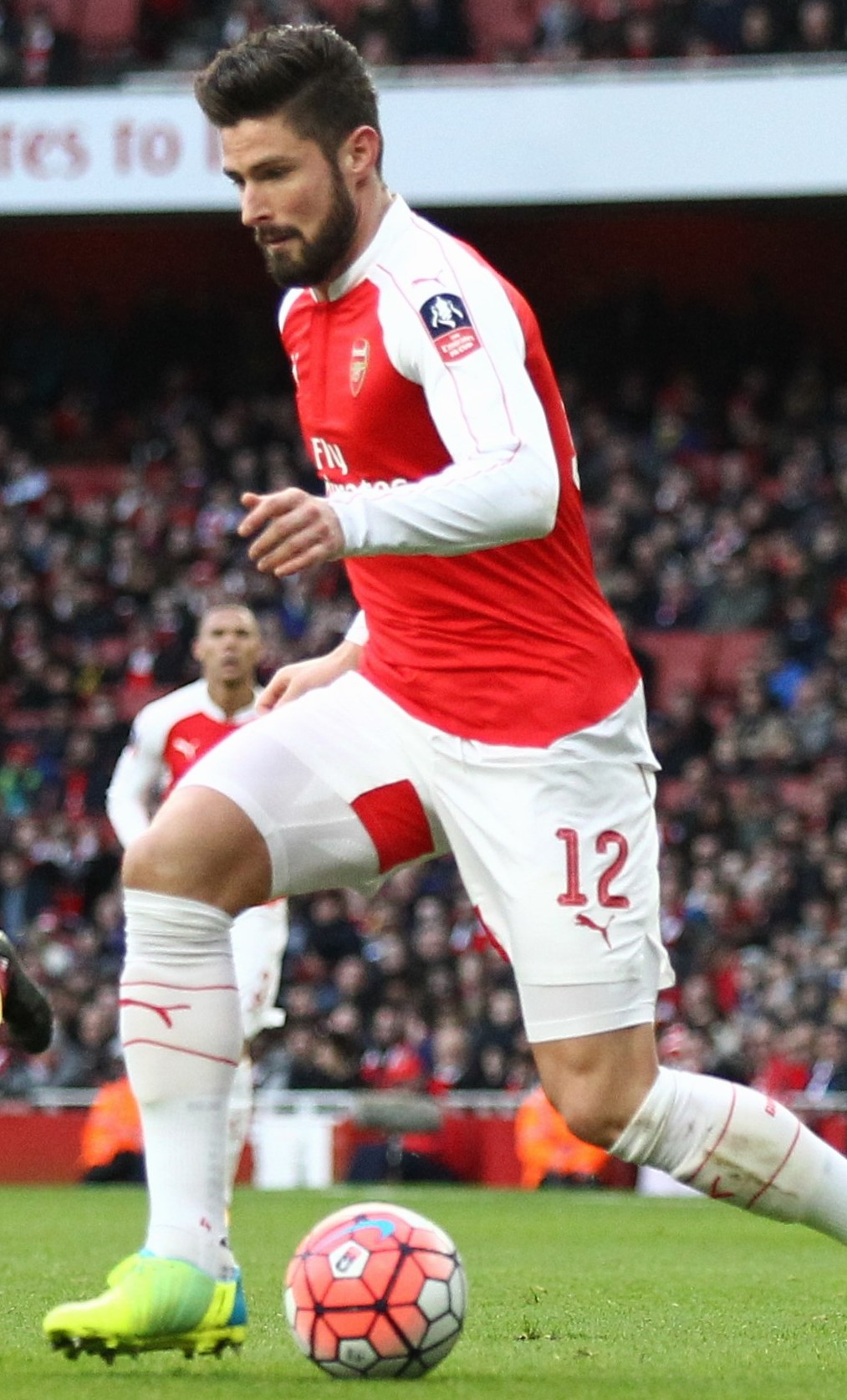
Giroud jugando contra Burnley.

El 8 de mayo de 2016, Giroud anotó un 2–2 contra el Manchester City en el Manchester Stadium para terminar una racha de 15 partidos de la Premier League sin un gol. También asistió al segundo gol del equipo, anotado por Alexis Sánchez. Una semana después, en el partido final de la temporada del equipo, Giroud anotó un triplete contra el Aston Villa para finalizar 2015-16 con 16 goles en la Premier League y 24 en todas las competiciones.
Giroud hizo silo tres apariciones en los primeros nueve partidos del Arsenal de la Premier League 2016-17, todos ellos como sustitutos. El 29 de octubre de 2016, después de llegar al terreno de juego como sustituto en el minuto 69 de la jornada 10 de la Premier League, Giroud anotó dos goles con sus dos primeros toques en la victoria por 4-1 del Arsenal contra Sunderland. El 19 de noviembre, Giroud anotó un gol de empate a los 89 minutos después de aparecer como sustituto en un empate 1–1 con el Manchester United en Old Trafford. El 26 de diciembre, anotó en la derrota por 1-0 en casa del West Bromwich en su primer inicio de temporada de la Premier League. El 1 de enero de 2017, Giroud anotó con una volea de "patada de escorpión" en una victoria por 2-0 contra Crystal Palace, un gol descrito por Arsène Wenger como el mejor que había visto en el Emirates Stadium. El gol más tarde le valió el Premio Premio Puskás por el gol del año.
El 12 de enero de 2017, junto con sus compañeros Francis Coquelin y Laurent Koscielny, firmaron un nuevo contrato a largo plazo con el Arsenal. Durante la final de la FA Cup 2016-17 contra el Chelsea en Wembley, Giroud entró en el minuto 78 con el marcador 1–1, y un minuto después entregó una asistencia para Aaron Ramsey para anotar el gol ganador que vio al Arsenal levantar la Copa para un récord, ganándola por decimoterceravez.

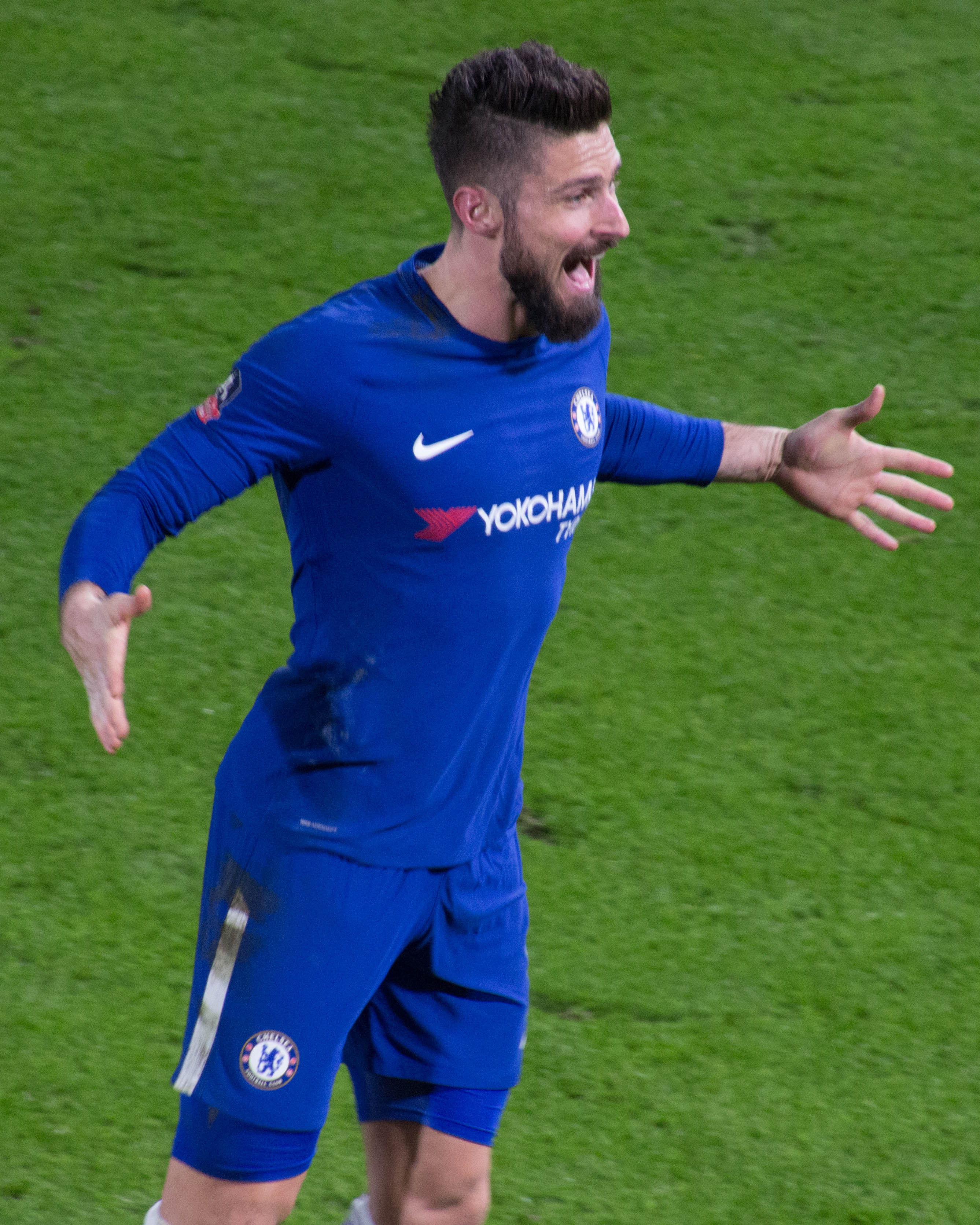
Giroud jugando contra Hull City.

El 31 de enero de 2018 fue presentado como nuevo jugador del Chelsea F. C. de la Premier League de Inglaterra comprado por 20 millones de euros. Debutó cinco días después en un partido fuera de casa de la Premier League en Watford, donde entró en el minuto 64 en reemplazo de Pedro. Sin embargo, el resultado fue una pérdida de 4–1. El 12 de febrero, Giroud comenzó su primer juego para el club en el que brindó asistencia a Eden Hazard en una victoria por 3-0 en casa contra West Bromwich. Su primer gol lo marca el 16 de febrero en la goleada 4-0 sobre el Hull City en la FA Cup. El 14 de abril, Giroud salió de la banca para anotar dos veces cuando Chelsea se recuperó de un déficit de 2-0 para vencer a Southampton 3-2 en el St Mary's Stadium era la primera vez que anotaba en la Premier League con su nuevo club.
El 8 de noviembre, Giroud registró su primer gol de la temporada ante el BATE Borisov en la cuarta jornada de la fase de grupos de la Europa League. Era el único objetivo del partido, enviar a Chelsea a las etapas eliminatorias del torneo. En su próxima salida, marcó su primer gol de la temporada en la Premier League en una derrota por 3-1 como visitante ante el Tottenham Hotspur el 24 de noviembre. Luego, Giroud marcó cuatro goles en tres juegos, empatando un aparato ortopédico en casa para PAOK en la quinta jornada de la Europa League. Chelsea ganó el partido 4-0. En su aparición número 500, Giroud anotó un tiro libre para igualar y preservar la invicta campaña de la fase de grupos de la Europa League. El partido contra Fehérvár FC en MOL Aréna Sóstó terminó 2–2. Giroud anotó su primer triplete de Chelsea el 14 de marzo en una victoria por 5-0 (agregado de 8-0) sobre Dynamo Kiev en el partido de vuelta de los octavos de final de la Europa League en NSC Olimpiyskiy. Al mes siguiente, se convirtió en el primer jugador del Chelsea en marcar 10 goles en una sola campaña europea cuando marcó en una victoria por 4-3 en la semifinal en el partido de vuelta sobre Slavia Praga. En mayo de 2019 firmó un nuevo contrato con el Chelsea, hasta el final de la temporada 2019-20. El 29 de mayo, anotó en la victoria por 4-1 del Chelsea sobre su antiguo club Arsenal en la final de la Europa League; durante el partido, también estableció el segundo gol de Eden Hazard. Con 11 goles en la competencia, estableció un nuevo récord para la mayoría de los goles de un jugador francés en una sola temporada europea, rompiendo el récord anterior mantenido conjuntamente por Nestor Combin (logrado durante la Copa de Ganadores de la Copa de Europa de 1963–64) y Just Fontaine (logrado durante la Copa de Europa de 1958–59)
El 14 de agosto de 2019 marcó su primer gol de la temporada contra el Liverpool F. C. en la Supercopa de la UEFA. El Liverpool quedaría campeón por penales (5-4) después de un marcador de 2-2.

### A. C. Milan

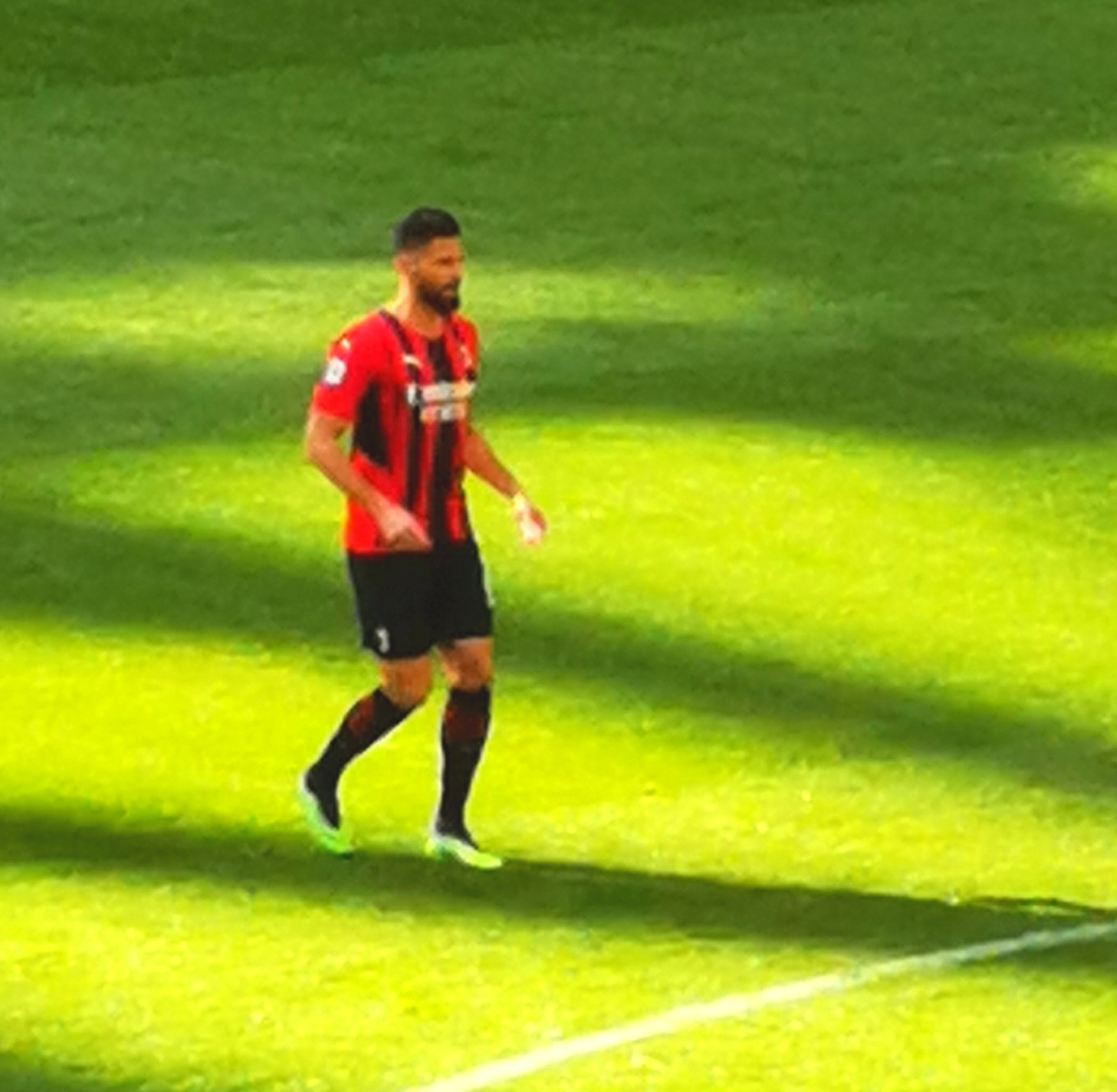
Giroud con el AC Milan en 2022.

El 17 de julio de 2021 puso fin a su etapa en Inglaterra y fichó por el A. C. Milan. Su primer año en Italia acabó con la consecución de la Serie A, marcando dos goles en el triunfo de la última jornada ante la U. S. Sassuolo Calcio que les dio el título.
El 8 de octubre de 2023 tuvo que jugar como portero los últimos minutos de un partido ante el Genoa C. F. C. tras la expulsión de su compañero Mike Maignan. Realizó una parada que evitó el empate local y permitió al equipo situarse en la primera posición de la Serie A.

### Los Angeles F. C.
El 14 de mayo de 2024, Los Angeles Football Club anunció su contratación. En sus primeros meses en el equipo perdieron la final de la Leagues Cup frente a Columbus Crew, pero ganaron la Copa Abierta tras derrotar a Sporting Kansas City por 3-1, siendo suyo el primer gol del encuentro.
El 27 de junio de 2025, tras finalizar su participación en la Copa Mundial de Clubes de la FIFA, Los Angeles F. C. anunció que habían llegado a un acuerdo para rescindir su contrato, siendo el del 29 de junio su último partido tras un año en los Estados Unidos.

### Regreso a Francia
Después de su etapa en Estados Unidos y tras trece años en el extranjero, el 1 de julio de 2025 regresó al fútbol francés para jugar en el Lille O. S. C. Debutó en la primera jornada de la Ligue 1 y tardó once minutos en lograr su primer gol con el club.

## Selección nacional

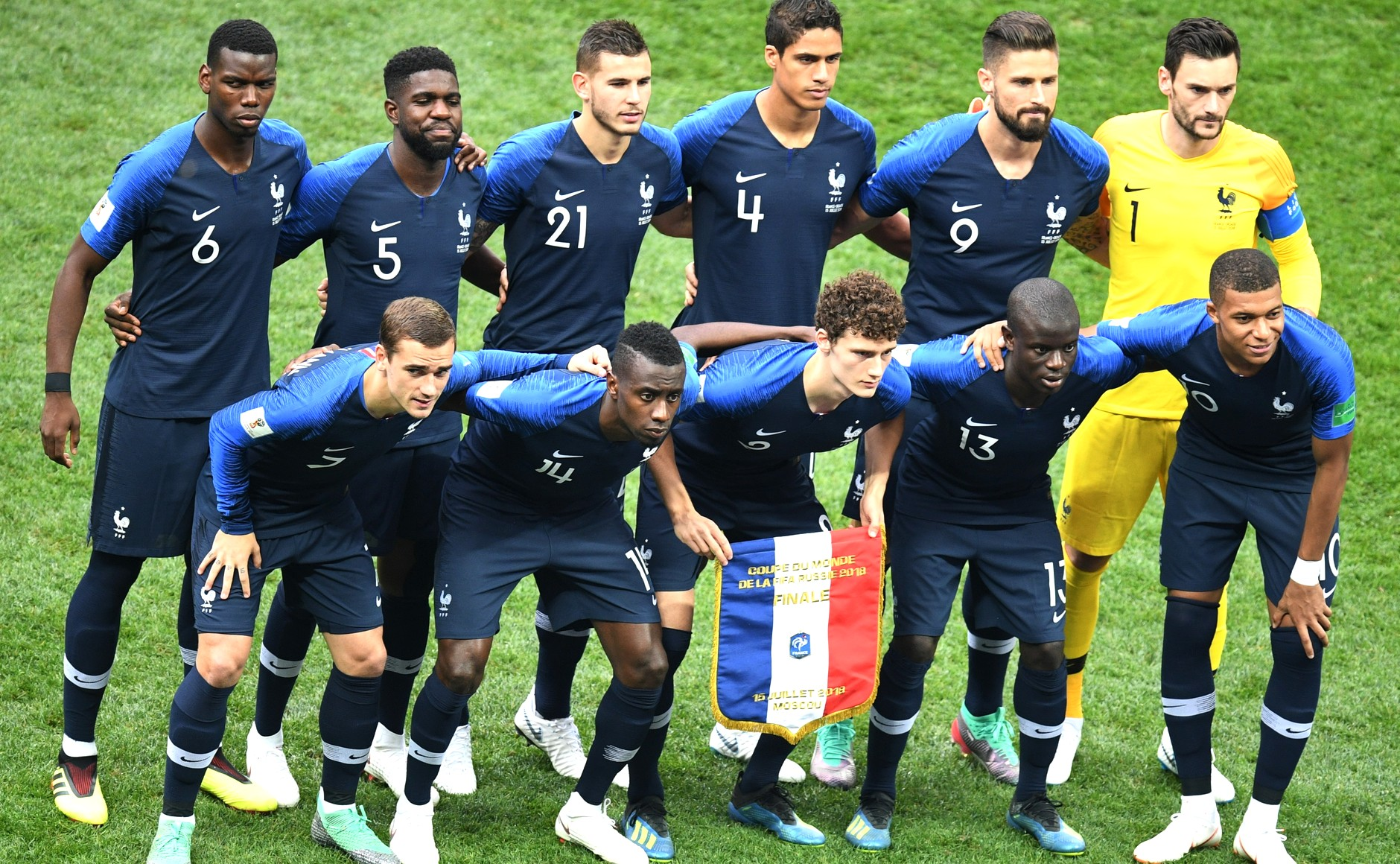
Equipo campeón del Mundo.

El 3 de noviembre de 2011 fue llamado por primera vez por Laurent Blanc en el equipo de Francia para los amistosos contra Estados Unidos y Bélgica. También fue convocado para la Eurocopa 2012, torneo en el cual no tuvo muchas oportunidades pues era la segunda opción por detrás de Karim Benzema. Francia fue eliminada en cuartos de final por España. El 16 de octubre de 2012 empató un encuentro contra la selección española de fútbol en el minuto 94'.
El 13 de mayo de 2014, el entrenador de la selección francesa, Didier Deschamps lo incluyó en la lista final de 23 jugadores que representarían a Francia en la Copa Mundial de 2014.
El 2 de junio de 2017 marcó su primer hat-trick con la selección francesa en la goleada 5 por 0 frente a la selección de Paraguay en amistoso de fecha FIFA.
El 17 de mayo de 2018 el seleccionador Didier Deschamps lo incluyó en la lista de 23 para la Copa Mundial de 2018. Jugó todos los partidos de la selección de Francia en un torneo en el que se coronaron campeones del mundo.
El 22 de noviembre de 2022, coincidiendo con el estreno de Francia en la Copa Mundial de 2022, marcó dos goles a Australia que le permitieron alcanzar a Thierry Henry como máximo goleador histórico de la selección francesa. Lo superó el 4 de diciembre después de anotar el primer tanto del partido de octavos de final contra Polonia.
En mayo de 2024 anunció que la Eurocopa 2024 sería su último torneo con la selección. Disputó su último encuentro el 9 de julio en la semifinal frente a España en la que Francia fue eliminada tras perder por dos a uno.

### Participaciones en Copas del Mundo
| Mundial           | Sede   | Resultado        | Partidos | Goles |
| ----------------- | ------ | ---------------- | -------- | ----- |
| Copa Mundial 2014 | Brasil | Cuartos de final | 5        | 1     |
| Copa Mundial 2018 | Rusia  | Campeón          | 7        | 0     |
| Copa Mundial 2022 | Catar  | Subcampeón       | 6        | 4     |

### Participaciones en Eurocopas
| Copa          | Sede              | Resultado        | Partidos | Goles |
| ------------- | ----------------- | ---------------- | -------- | ----- |
| Eurocopa 2012 | Polonia y Ucrania | Cuartos de final | 3        | 0     |
| Eurocopa 2016 | Francia           | Subcampeón       | 6        | 3     |
| Eurocopa 2020 | Europa            | Octavos de final | 2        | 0     |
| Eurocopa 2024 | Alemania          | Semifinales      | 4        | 0     |

### Goles como internacional
| Goles internacionales | Goles internacionales    | Goles internacionales                             | Goles internacionales | Goles internacionales | Goles internacionales | Goles internacionales                 |
| #                     | Fecha                    | Lugar                                             | Rival                 | Gol                   | Resultado             | Competición                           |
| --------------------- | ------------------------ | ------------------------------------------------- | --------------------- | --------------------- | --------------------- | ------------------------------------- |
| 1.                    | 29 de febrero de 2012    | Weserstadion, Bremen, Alemania                    | Alemania              | 0 - 1                 | 1 - 2                 | Amistoso                              |
| 2.                    | 16 de octubre de 2012    | Estadio Vicente Calderón, Madrid, España          | España                | 1 - 1                 | 1 - 1                 | Clasificación para el Mundial de 2014 |
| 3.                    | 22 de marzo de 2013      | Stade de France, París, Francia                   | Georgia               | 1 - 0                 | 3 - 1                 | Clasificación para el Mundial de 2014 |
| 4.                    | 11 de octubre de 2013    | Parque de los Príncipes, París, Francia           | Australia             | 2 - 0                 | 6 - 0                 | Amistoso                              |
| 5.                    | 11 de octubre de 2013    | Parque de los Príncipes, París, Francia           | Australia             | 3 - 0                 | 6 - 0                 | Amistoso                              |
| 6.                    | 27 de mayo de 2014       | Stade de France, París, Francia                   | Noruega               | 2 - 0                 | 4 - 0                 | Amistoso                              |
| 7.                    | 27 de mayo de 2014       | Stade de France, París, Francia                   | Noruega               | 4 - 0                 | 4 - 0                 | Amistoso                              |
| 8.                    | 8 de junio de 2014       | Estadio Pierre-Mauroy, Villeneuve-d'Ascq, Francia | Jamaica               | 4 - 0                 | 8 - 0                 | Amistoso                              |
| 9.                    | 20 de junio de 2014      | Arena Fonte Nova, Salvador de Bahía, Brasil       | Suiza                 | 0 - 1                 | 2 - 5                 | Mundial 2014                          |
| 10.                   | 29 de marzo de 2015      | Stade Geoffroy-Guichard, Saint-Étienne, Francia   | Dinamarca             | 2 - 0                 | 2 - 0                 | Amistoso                              |
| 11.                   | 11 de octubre de 2015    | Parken Stadion, Copenhague, Dinamarca             | Dinamarca             | 1 - 0                 | 2 - 0                 | Amistoso                              |
| 12.                   | 11 de octubre de 2015    | Parken Stadion, Copenhague, Dinamarca             | Dinamarca             | 2 - 0                 | 2 - 0                 | Amistoso                              |
| 13.                   | 13 de noviembre de 2015  | Stade de France, Saint-Denis, Francia             | Alemania              | 1–0                   | 2–0                   | Amistoso                              |
| 14.                   | 25 de marzo de 2016      | Amsterdam ArenA, Ámsterdam, Países Bajos          | Países Bajos          | 2–0                   | 3–2                   | Amistoso                              |
| 15.                   | 30 de mayo de 2016       | Stade de la Beaujoire, Nantes, Francia            | Camerún               | 2–1                   | 3–2                   | Amistoso                              |
| 16.                   | 4 de junio de 2016       | Stade Saint-Symphorien, Metz, Francia             | Escocia               | 1–0                   | 3–0                   | Amistoso                              |
| 17.                   | 4 de junio de 2016       | Stade Saint-Symphorien, Metz, Francia             | Escocia               | 2–0                   | 3–0                   | Amistoso                              |
| 18.                   | 10 de junio de 2016      | Stade de France, Saint-Denis, Francia             | Rumania               | 1–0                   | 2–1                   | Eurocopa 2016                         |
| 19.                   | 3 de julio de 2016       | Stade de France, Saint-Denis, Francia             | Islandia              | 1–0                   | 5–2                   | Eurocopa 2016                         |
| 20.                   | 3 de julio de 2016       | Stade de France, Saint-Denis, Francia             | Islandia              | 5–1                   | 5–2                   | Eurocopa 2016                         |
| 21.                   | 1 de septiembre de 2016  | Stadio San Nicola, Bari, Italia                   | Italia                | 2–1                   | 3–1                   | Amistoso                              |
| 22.                   | 25 de marzo de 2017      | Stade Josy Barthel, Luxembourg City, Luxemburgo   | Luxemburgo            | 1–0                   | 3–1                   | Clasificación para el Mundial de 2018 |
| 23.                   | 25 de marzo de 2017      | Stade Josy Barthel, Luxembourg City, Luxemburgo   | Luxemburgo            | 3–1                   | 3–1                   | Clasificación para el Mundial de 2018 |
| 24.                   | 2 de junio de 2017       | Roazhon Park, Rennes, Francia                     | Paraguay              | 1–0                   | 5–0                   | Amistoso                              |
| 25.                   | 2 de junio de 2017       | Roazhon Park, Rennes, Francia                     | Paraguay              | 2–0                   | 5–0                   | Amistoso                              |
| 26.                   | 2 de junio de 2017       | Roazhon Park, Rennes, Francia                     | Paraguay              | 3–0                   | 5–0                   | Amistoso                              |
| 27.                   | 9 de junio de 2017       | Friends Arena Solna, Suecia                       | Suecia                | 0-1                   | 2–1                   | Clasificación para el Mundial de 2018 |
| 28.                   | 27 de octubre de 2017    | Stade de France, Saint-Denis, Francia             | Bielorrusia           | 2-0                   | 2–1                   | Clasificación para el Mundial de 2018 |
| 29.                   | 10 de noviembre de 2017  | Stade de France, Saint-Denis, Francia             | Gales                 | 2-0                   | 2–0                   | Amistoso                              |
| 30.                   | 23 de marzo de 2018      | Stade de France, Saint-Denis, Francia             | Colombia              | 1-0                   | 2–3                   | Amistoso                              |
| 31.                   | 28 de mayo de 2018       | Stade de France, Saint-Denis, Francia             | Irlanda               | 1-0                   | 2–0                   | Amistoso                              |
| 32.                   | 9 de septiembre de 2018  | Stade de France, Saint-Denis, Francia             | Países Bajos          | 2–1                   | 2–1                   | Liga de Naciones de la UEFA 2018-19   |
| 33.                   | 20 de noviembre de 2018  | Stade de France, Saint-Denis, Francia             | Uruguay               | 1–0                   | 1–0                   | Amistoso                              |
| 34.                   | 22 de marzo de 2019      | Zimbru Stadium, Chișinău, Moldavia                | Moldavia              | 0-3                   | 1-4                   | Clasificación para la Eurocopa 2020   |
| 35.                   | 25 de marzo de 2019      | Stade de France, Saint-Denis, Francia             | Islandia              | 2–0                   | 4–0                   | Clasificación para la Eurocopa 2020   |
| 36.                   | 7 de septiembre de 2019  | Stade de France, Saint-Denis, Francia             | Albania               | 2–0                   | 4–1                   | Clasificación para la Eurocopa 2020   |
| 37.                   | 11 de octubre de 2019    | Laugardalsvöllur, Reikiavik, Islandia             | Islandia              | 0-1                   | 0-1                   | Clasificación para la Eurocopa 2020   |
| 38.                   | 14 de octubre de 2019    | Stade de France, Saint-Denis, Francia             | Turquía               | 1–0                   | 1-1                   | Clasificación para la Eurocopa 2020   |
| 39.                   | 14 de noviembre de 2019  | Stade de France, Saint-Denis, Francia             | Moldavia              | 2–1                   | 2-1                   | Clasificación para la Eurocopa 2020   |
| 40.                   | 8 de septiembre de 2020  | Stade de France, Saint-Denis, Francia             | Croacia               | 4-2                   | 4-2                   | Liga de Naciones de la UEFA 2020-21   |
| 41.                   | 7 de octubre de 2020     | Stade de France, Saint-Denis, Francia             | Ucrania               | 2–0                   | 7-1                   | Amistoso                              |
| 42.                   | 7 de octubre de 2020     | Stade de France, Saint-Denis, Francia             | Ucrania               | 3–0                   | 7-1                   | Amistoso                              |
| 43.                   | 17 de noviembre de 2020  | Stade de France, Saint-Denis, Francia             | Suecia                | 1–1                   | 4-2                   | Liga de Naciones de la UEFA 2020-21   |
| 44.                   | 17 de noviembre de 2020  | Stade de France, Saint-Denis, Francia             | Suecia                | 3-1                   | 4-2                   | Liga de Naciones de la UEFA 2020-21   |
| 45.                   | 8 de junio de 2021       | Stade de France, Saint-Denis, Francia             | Bulgaria              | 2–0                   | 3–0                   | Amistoso                              |
| 46.                   | 8 de junio de 2021       | Stade de France, Saint-Denis, Francia             | Bulgaria              | 3–0                   | 3–0                   | Amistoso                              |
| 47.                   | 25 de marzo de 2022      | Stade Vélodrome, Marsella, Francia                | Costa de Marfil       | 1–1                   | 2-1                   | Amistoso                              |
| 48.                   | 29 de marzo de 2022      | Estadio Pierre-Mauroy, Villeneuve-d'Ascq, Francia | Sudáfrica             | 2–0                   | 5-0                   | Amistoso                              |
| 49.                   | 22 de septiembre de 2022 | Stade de France, Saint-Denis, Francia             | Austria               | 2–0                   | 2-0                   | Liga de Naciones de la UEFA 2022-23   |
| 50.                   | 22 de noviembre de 2022  | Estadio Al Janoub, Al Wakrah, Catar               | Australia             | 2-1                   | 4-1                   | Mundial 2022                          |
| 51.                   | 22 de noviembre de 2022  | Estadio Al Janoub, Al Wakrah, Catar               | Australia             | 4-1                   | 4-1                   | Mundial 2022                          |
| 52.                   | 4 de diciembre de 2022   | Estadio Al Thumama, Doha, Catar                   | Polonia               | 1-0                   | 3-1                   | Mundial 2022                          |
| 53.                   | 10 de diciembre de 2022  | Estadio Al Bayt, Jor, Catar                       | Inglaterra            | 1-2                   | 1-2                   | Mundial 2022                          |
| 54.                   | 16 de junio de 2023      | Estadio Algarve, Faro, Portugal                   | Gibraltar             | 0-1                   | 0-3                   | Clasificación para la Eurocopa 2024   |
| 55.                   | 18 de noviembre de 2023  | Allianz Riviera, Niza, Francia                    | Gibraltar             | 13-0                  | 14-0                  | Clasificación para la Eurocopa 2024   |
| 56.                   | 18 de noviembre de 2023  | Allianz Riviera, Niza, Francia                    | Gibraltar             | 14-0                  | 14-0                  | Clasificación para la Eurocopa 2024   |
| 57.                   | 26 de marzo de 2024      | Stade Vélodrome, Marsella, Francia                | Chile                 | 3-1                   | 3-2                   | Amistoso                              |

## Estadísticas

### Clubes
Actualizado al último partido disputado el 17 de agosto de 2025.
| Grenoble Foot 38 Francia         | 2.ª           | 2005-06       | 6   | 0   | —  | —  | —   | —  | 6   | 0   | 0    |
| Grenoble Foot 38 Francia         | 2.ª           | 2006-07       | 17  | 2   | 3  | 0  | —   | —  | 20  | 2   | 0.1  |
| Grenoble Foot 38 Francia         | Total club    | Total club    | 23  | 2   | 3  | 0  | 0   | 0  | 26  | 2   | 0.08 |
| F. C. Istres Francia             | 3.ª           | 2007-08       | 33  | 14  | 1  | 0  | —   | —  | 34  | 14  | 0.42 |
| F. C. Istres Francia             | Total club    | Total club    | 33  | 14  | 1  | 0  | 0   | 0  | 34  | 14  | 0.41 |
| F. C. Tours Francia              | 2.ª           | 2008-09       | 23  | 9   | 4  | 5  | —   | —  | 27  | 14  | 0.52 |
| F. C. Tours Francia              | 2.ª           | 2009-10       | 38  | 21  | 4  | 3  | —   | —  | 42  | 24  | 0.57 |
| F. C. Tours Francia              | Total club    | Total club    | 61  | 30  | 8  | 8  | 0   | 0  | 69  | 38  | 0.55 |
| Montpellier H. S. C. Francia     | 1.ª           | 2010-11       | 37  | 12  | 4  | 1  | 2   | 1  | 43  | 14  | 0.33 |
| Montpellier H. S. C. Francia     | 1.ª           | 2011-12       | 36  | 21  | 6  | 4  | —   | —  | 42  | 25  | 0.6  |
| Montpellier H. S. C. Francia     | Total club    | Total club    | 73  | 33  | 10 | 5  | 2   | 1  | 85  | 39  | 0.46 |
| Arsenal F. C. Inglaterra         | 1.ª           | 2012-13       | 34  | 11  | 6  | 4  | 7   | 2  | 47  | 17  | 0.36 |
| Arsenal F. C. Inglaterra         | 1.ª           | 2013-14       | 36  | 16  | 6  | 3  | 9   | 3  | 51  | 22  | 0.43 |
| Arsenal F. C. Inglaterra         | 1.ª           | 2014-15       | 27  | 14  | 6  | 4  | 3   | 1  | 36  | 19  | 0.53 |
| Arsenal F. C. Inglaterra         | 1.ª           | 2015-16       | 38  | 16  | 8  | 3  | 7   | 5  | 53  | 24  | 0.45 |
| Arsenal F. C. Inglaterra         | 1.ª           | 2016-17       | 29  | 12  | 5  | 2  | 6   | 2  | 40  | 16  | 0.4  |
| Arsenal F. C. Inglaterra         | 1.ª           | 2017-18       | 16  | 4   | 4  | 0  | 6   | 3  | 26  | 7   | 0.27 |
| Arsenal F. C. Inglaterra         | Total club    | Total club    | 180 | 73  | 35 | 16 | 38  | 16 | 253 | 105 | 0.42 |
| Chelsea F. C. Inglaterra         | 1.ª           | 2017-18       | 13  | 3   | 4  | 2  | 1   | 0  | 18  | 5   | 0.28 |
| Chelsea F. C. Inglaterra         | 1.ª           | 2018-19       | 27  | 2   | 4  | 0  | 14  | 11 | 45  | 13  | 0.29 |
| Chelsea F. C. Inglaterra         | 1.ª           | 2019-20       | 18  | 8   | 3  | 1  | 4   | 1  | 25  | 10  | 0.4  |
| Chelsea F. C. Inglaterra         | 1.ª           | 2020-21       | 17  | 4   | 6  | 1  | 8   | 6  | 31  | 11  | 0.35 |
| Chelsea F. C. Inglaterra         | Total club    | Total club    | 75  | 17  | 17 | 4  | 27  | 18 | 119 | 39  | 0.33 |
| A. C. Milan · Italia             | 1.ª           | 2021-22       | 29  | 11  | 4  | 3  | 5   | 0  | 38  | 14  | 0.37 |
| A. C. Milan · Italia             | 1.ª           | 2022-23       | 33  | 13  | 2  | 0  | 12  | 5  | 47  | 18  | 0.38 |
| A. C. Milan · Italia             | 1.ª           | 2023-24       | 35  | 15  | 1  | 0  | 11  | 2  | 47  | 17  | 0.36 |
| A. C. Milan · Italia             | Total club    | Total club    | 97  | 39  | 7  | 3  | 28  | 7  | 132 | 49  | 0.37 |
| Los Angeles F. C. Estados Unidos | 1.ª           | 2024          | 14  | 0   | 1  | 1  | 4   | 1  | 19  | 2   | 0.11 |
| Los Angeles F. C. Estados Unidos | 1.ª           | 2025          | 11  | 3   | ―  | ―  | 8   | 0  | 19  | 3   | 0.16 |
| Los Angeles F. C. Estados Unidos | Total club    | Total club    | 25  | 3   | 1  | 1  | 12  | 1  | 38  | 5   | 0.13 |
| Lille O. S. C. Francia           | 1.ª           | 2025-26       | 1   | 1   | 0  | 0  | 0   | 0  | 1   | 1   | 1    |
| Lille O. S. C. Francia           | Total club    | Total club    | 1   | 1   | 0  | 0  | 0   | 0  | 1   | 1   | 1    |
| Total carrera                    | Total carrera | Total carrera | 568 | 212 | 82 | 37 | 107 | 43 | 757 | 292 | 0.39 |
| 1. 2. 3.                         |               |               |     |     |    |    |     |    |     |     |      |

### Selección nacional
Actualizado al último partido jugado el 21 de noviembre de 2023.
| Selección | Año   | Amistosos | Amistosos | Eurocopa | Eurocopa | Eliminatorias Europeas | Eliminatorias Europeas | Mundial | Mundial | Eliminatorias Mundialistas | Eliminatorias Mundialistas | Total | Total |
| Selección | Año   | Part.     | Goles     | Part.    | Goles    | Part.                  | Goles                  | Part.   | Goles   | Part.                      | Goles                      | Part. | Goles |
| --------- | ----- | --------- | --------- | -------- | -------- | ---------------------- | ---------------------- | ------- | ------- | -------------------------- | -------------------------- | ----- | ----- |
| Francia   |       |           |           |          |          |                        |                        |         |         |                            |                            |       |       |
| 2011      | 2     | -         | -         | -        | -        | -                      | -                      | -       | -       | -                          | 2                          | 0     |       |
| 2012      | 7     | 2         | 3         | 0        | -        | -                      | -                      | -       | 2       | -                          | 12                         | 2     |       |
| 2013      | 5     | 2         | -         | -        | -        | -                      | -                      | -       | 7       | 1                          | 12                         | 3     |       |
| 2014      | 4     | 3         | -         | -        | -        | -                      | 5                      | 1       | -       | -                          | 9                          | 4     |       |
| 2015      | 10    | 4         | -         | -        | -        | -                      | -                      | -       | -       | -                          | 10                         | 4     |       |
| 2016      | 6     | 5         | 6         | 3        | -        | -                      | -                      | -       | 2       | -                          | 14                         | 8     |       |
| 2017      | 4     | 4         | -         | -        | -        | -                      | -                      | -       | 6       | 4                          | 10                         | 8     |       |
| 2018      | 5     | 2         | -         | -        | -        | -                      | 7                      | -       | -       | -                          | 12                         | 2     |       |
| 2019      | 1     | -         | -         | -        | 9        | 6                      | -                      | -       | -       | -                          | 10                         | 6     |       |
| 2020      | -     | -         | 2         | -        | 16       | 8                      | -                      | -       | -       | -                          | 18                         | 8     |       |
| 2021      | 3     | 2         | -         | -        | -        | -                      | -                      | -       | -       | -                          | 3                          | 2     |       |
| 2022      | 2     | 2         | -         | -        | -        | -                      | 6                      | 4       | -       | -                          | 8                          | 6     |       |
| 2023      | 1     | -         | -         | -        | 8        | 3                      | -                      | -       | -       | -                          | 9                          | 3     |       |
| Total     | Total | 50        | 26        | 11       | 3        | 33                     | 17                     | 18      | 5       | 17                         | 5                          | 129   | 56    |

### Hat-tricks
| 1  | 3 de enero de 2009       | Jeanne d'Arc - Tours     |  | 1 - 7 | Copa de Francia 2008-09        |
| 2  | 18 de septiembre de 2009 | Tours - Arlés            |  | 4 - 2 | Ligue 2 2009-10                |
| 3  | 15 de octubre de 2011    | Montpellier - Dijon      |  | 5 - 3 | Ligue 1 2011-12                |
| 4  | 26 de noviembre de 2011  | Sochaux - Montpellier    |  | 1 - 3 | Ligue 1 2011-12                |
| 5  | 9 de diciembre de 2015   | Olympiacos - Arsenal     |  | 0 - 3 | Liga de Campeones 2015-16      |
| 6  | 15 de mayo de 2016       | Arsenal - Aston Villa    |  | 4 - 0 | Premier League 2015-16         |
| 7  | 2 de junio de 2017       | Francia - Paraguay       |  | 5 - 0 | Amistoso                       |
| 8  | 14 de marzo de 2019      | Dinamo de Kiev - Chelsea |  | 0 - 5 | Liga Europa de la UEFA 2018-19 |
| 9  | 2 de diciembre de 2020   | Sevilla FC - Chelsea     |  | 0 - 4 | Liga de Campeones 2020-21      |
| 10 | 20 de mayo de 2023       | AC Milan - Sampdoria     |  | 5 - 1 | Serie A 2022-23                |

## Palmarés

### Títulos nacionales
| Título                     | Club                 | País           | Año     |
| -------------------------- | -------------------- | -------------- | ------- |
| Ligue 1                    | Montpellier H. S. C. | Francia        | 2011-12 |
| FA Cup                     | Arsenal F. C.        | Inglaterra     | 2013-14 |
| Community Shield           | Arsenal F. C.        | Inglaterra     | 2014    |
| FA Cup                     | Arsenal F. C.        | Inglaterra     | 2014-15 |
| Community Shield           | Arsenal F. C.        | Inglaterra     | 2015    |
| FA Cup                     | Arsenal F. C.        | Inglaterra     | 2016-17 |
| Community Shield           | Arsenal F. C.        | Inglaterra     | 2017    |
| FA Cup                     | Chelsea F. C.        | Inglaterra     | 2017-18 |
| Serie A                    | A. C. Milan          | Italia         | 2021-22 |
| Copa de los Estados Unidos | Los Angeles F. C.    | Estados Unidos | 2024    |

### Títulos internacionales
| Título                       | Club (*)      | Sede   | Año     |
| ---------------------------- | ------------- | ------ | ------- |
| Copa Mundial de Fútbol       | Francia       | Rusia  | 2018    |
| Liga Europa de la UEFA       | Chelsea F. C. | Bakú   | 2018-19 |
| Liga de Campeones de la UEFA | Chelsea F. C. | Oporto | 2020-21 |

(*) Incluyendo la selección.

### Distinciones individuales
| Distinción                                                      | Año  |
| --------------------------------------------------------------- | ---- |
| Jugador del mes de septiembre de la Ligue 1                     | 2009 |
| Jugador del mes de octubre de la Ligue 2                        | 2009 |
| Máximo goleador de la Ligue 2 (21 goles)                        | 2010 |
| Jugador del año de la Ligue 2                                   | 2010 |
| Incluido en el equipo del Año de la Ligue 2                     | 2010 |
| Máximo goleador de la Ligue 1 (21 goles)                        | 2012 |
| Incluido en el Equipo del Año de la Ligue 1                     | 2012 |
| Premio Puskás                                                   | 2017 |
| Máximo goleador de la Liga Europa de la UEFA (11 goles)         | 2019 |
| Parte de los 100 mejores jugadores del mundo según The Guardian | 2022 |

## Vida personal
Está casado con Jennifer desde 2011. Su hija Jade nació el 18 de junio de 2013. Es cristiano evangélico y lleva tatuado en el brazo derecho el Salmo 23 en Latín: «Dominus regit me et nihil mihi deerit» («El Señor es mi pastor, nada me falta»). Se describe a sí mismo como una «persona muy creyente [...] No me santiguo antes de mis juegos, pero hago una pequeña oración».[cita requerida]